# Platysceptra triangularis
Platysceptra triangularis är en fjärilsart som beskrevs av László Anthony Gozmány. Platysceptra triangularis ingår i släktet Platysceptra och familjen äkta malar. Inga underarter finns listade i Catalogue of Life.